# 埃尔基·彭蒂莱
埃尔基·彭蒂莱（芬蘭語：Erkki Penttilä，1932年6月14日—2005年4月19日），芬兰男子摔跤运动员。他曾代表芬兰参加1956年和1960年夏季奥林匹克运动会摔跤比赛，其中1956年奥运会获得一枚铜牌。